# كزافييه فيلا
كزافييه فيلا (بالإسبانية: Xavier Vela Maggi)‏ هو مجدف برازيلي وإسباني، ولد في 7 أغسطس 1989 في طرطوشة في إسبانيا.

## وصلات خارجية
- كزافييه فيلا على موقع الاتحاد الدولي للتجديف (الإنجليزية)
- كزافييه فيلا على موقع أوليمبيديا (الإنجليزية)
- كزافييه فيلا على موقع اللجنة الأولمبية البرازيلية (البرتغالية)